# Tal R
Tal Rosenzweig, kendt som Tal R (født 1967 i Israel) er en dansk kunstner, der bor og arbejder i København. Som 1-årig flyttede han med sin familie til Danmark. 
Han dimitterede fra Det Kongelige Danske Kunstakademi i 2000 og har udstillet i flere storbyer verden over.
Tal R har været med til at udsmykke Operaen, hvor han har lavet maleriet i loftet i Takkelloftets foyer.
Daniel Dencik har lavet en film om Tal R med titlen Tal R: The Virgin.

## Privat
Han har været gift med kunstneren Evren Tekinoktay, som han blev skilt fra i 2015. Han blev gift med modellen Emma Leth
i 2018.

## Eksterne links
- Udvalgte værker af Tal R, biografi og soloudstillinger
- The moon above Copenhagen. Interview med Tal R Video af Louisiana Channel
- Tal R på Kunstindeks Danmark/Weilbachs Kunstnerleksikon